# 로칼베냐
로칼베냐(이탈리아어: Roccalbegna)는 이탈리아 토스카나주 그로세토도에 있는 코무네다. 피렌체에서 남쪽으로 110km, 그로세토에서 동쪽 35km 거리에 있다.

## 역사
로칼베냐는 중세 시기에 알도브란데스키 가문의 영지였지만, 이후에 시에나 공화국의 영토가 되었다가 메디치 가문의 소유가 된다. 그후 다시 산타피오라국에 매각된다. 18세기에 토스카나 대공국의 영토로 다시 돌아오게 된다.